# Luis Subercaseaux
Pour les articles homonymes, voir Famille Subercaseaux.
 (août 2024).
La mise en forme du texte ne suit pas les recommandations de Wikipédia : il faut le « wikifier ».
Les points d'amélioration suivants sont les cas les plus fréquents. Le détail des points à revoir est peut-être précisé sur la page de discussion.
- Les titres sont pré-formatés par le logiciel. Ils ne sont ni en capitales, ni en gras.
- Le texte ne doit pas être écrit en capitales (les noms de famille non plus), ni en gras, ni en italique, ni en « petit »…
- Le gras n'est utilisé que pour surligner le titre de l'article dans l'introduction, une seule fois.
- L'italique est rarement utilisé : mots en langue étrangère, titres d'œuvres, noms de bateaux, etc.
- Les citations ne sont pas en italique mais en corps de texte normal. Elles sont entourées par des guillemets français : « et ».
- Les listes à puces sont à éviter, des paragraphes rédigés étant largement préférés. Les tableaux sont à réserver à la présentation de données structurées (résultats, etc.).
- Les appels de note de bas de page (petits chiffres en exposant, introduits par l'outil «  Source ») sont à placer entre la fin de phrase et le point final[comme ça].
- Les liens internes (vers d'autres articles de Wikipédia) sont à choisir avec parcimonie. Créez des liens vers des articles approfondissant le sujet. Les termes génériques sans rapport avec le sujet sont à éviter, ainsi que les répétitions de liens vers un même terme.
- Les liens externes sont à placer uniquement dans une section « Liens externes », à la fin de l'article. Ces liens sont à choisir avec parcimonie suivant les règles définies. Si un lien sert de source à l'article, son insertion dans le texte est à faire par les notes de bas de page.
- La présentation des références doit suivre les conventions bibliographiques. Il est recommandé d'utiliser les modèles {{Ouvrage}}, {{Chapitre}}, {{Article}}, {{Lien web}} et/ou {{Bibliographie}}. Le mode d'édition visuel peut mettre en forme automatiquement les références.
- Insérer une infobox (cadre d'informations à droite) n'est pas obligatoire pour parachever la mise en page.

Pour une aide détaillée, merci de consulter Aide:Wikification.
Si vous pensez que ces points ont été résolus, vous pouvez retirer ce bandeau et améliorer la mise en forme d'un autre article.
Luis Subercaseaux Errázuriz (10 mai 1882 – 1973) est un diplomate et athlète chilien. Il est considéré par ce pays comme le premier sportif chilien et latino-américain à avoir participé aux Jeux olympiques, aux Jeux olympiques d'été de 1896 à Athènes.

## Biographie
Né à Santiago, il est le deuxième fils de Ramón Subercaseaux Vicuña, diplomate de carrière, ambassadeur du Chili près du Saint-Siège pendant plus de deux décennies, et d'Amalia Errázuriz Urmeneta, écrivain et auteur du livre "Rome de l'esprit". Ses deux parents sont issus de familles connues et aisées. Luis Subercaseaux Errázuriz est le frère de Juan Subercaseaux, archevêque catholique romain
Selon le Comité olympique du Chili, Luis Subercaseaux Errázuriz a concouru à l'âge de 13 ans aux 100, 400 et 800 mètres lors des Jeux olympiques de 1896. De nombreux historiens olympiques contestent cette affirmation et soutiennent que, bien qu'il ait été inscrit à ces épreuves, il n'a pris part à aucune course.
Le site Internet du Comité international olympique le mentionne comme non-partant dans les épreuves du 100 mètres  et du 800 mètres  et ne le mentionne pas dans celles du 400 mètres .
Une évaluation d'une célèbre photo de la série 2 du sprint de 100 mètres, réalisée par des experts en reconnaissance faciale de la police scientifique chilienne, aurait conclu que Subercaseaux était l'un des participants.
Il étudie au Collège Benedictin situé dans les Provinces Basques de France.. Il joue également au football.
Jusqu'en 1928, il est ambassadeur du Chili au Pérou, en Espagne et au Vatican, en plus d'être assistant des affaires chiliennes en Belgique, en Tchécoslovaquie, en Grèce, aux Pays-Bas, en Norvège, en Pologne et en Yougoslavie depuis le bureau consulaire de Londres .Un mémorial à Subercaseaux se dresse à l'entrée du Musée olympique chilien.

## Palmarès
| Date | Compétition           | Lieu    | Résultat    | Épreuve         | Performance |
| ---- | --------------------- | ------- | ----------- | --------------- | ----------- |
| 1896 | Jeux olympiques d'été | Athènes | Non-partant | 100 m           | DNS         |
| 1896 | Jeux olympiques d'été | Athènes | Non-partant | 400 m           | DNS         |
| 1896 | Jeux olympiques d'été | Athènes | Non-partant | 800 m           | DNS         |
| 1896 | Jeux olympiques d'été | Athènes | Non-partant | Course en ligne | DNS         |